# 특수임무수행자회
대한민국 특수임무유공자회(大韓民國 特殊任務有功者會, Republic of Korea Special Task Veterans Affairs)는 대한민국의 공법단체이다.

## 설립 근거
- 특수임무유공자 예우 및 단체설립에 관한 법률 제54조[1]

## 창립 배경
한국 전쟁 이후 대한민국 정부는 수차례 조선민주주의인민공화국에 공작원을 파견하였으나, 조선민주주의인민공화국과의 관계 등, 여러 가지 이유 때문에 북파 공작원의 존재를 공식적으로 인정하지 않고 있다. 때문에, 공작원으로 양성된 군인들은 군번도 계급도 받지 못하고 암암리에 '전사자'로 처리되어 해당 유족들에게 어떠한 보상도 주어지지 않았다. 그러나 한국방송공사의 〈추적 60분〉이 북파 공작원 문제를 보도하는 등 사회 일각에서 이들에게 정당한 피해 보상을 해야 한다는 지적이 있었고, 2003년 3월에 국가인권위원회가 국회의장과 국방부 장관에게 북파공작원의 실체를 인정하고 그들의 명예회복 및 보상을 규정한 특별법을 제정할 것을 권고하기도 했다. 이에 2007년 제17대 국회에서는 〈특수임무수행자 지원 및 단체설립에 관한 법률〉을 제정하였다. 이를 바탕으로 2008년 1월에 공법 단체 '특수임무수행자회'를 발족했다.
'특수임무수행자'란 '특별한 내용ㆍ형태의 정보 수집 등을 목적으로 하는 활동으로서 국가를 위한 특별한 희생이 요구되는 활동'을 수행했던 사람으로 이들이 말하는 특수임무수행자를 대표하는 단체가 '대한민국 특수임수행자회'이다. 2011년 8월 4일에 명칭을 '대한민국 특수임무유공자회'로 변경하였다.

## 활동
특수임무유공 희생자의 영혼을 추모하고 그들의 명예를 선양하는 일과 희생자의 유해 발굴 및 유가족 찾기, 생존자 송환 등의 업무를 할 계획을 가지고 있다.
또한 특수임무수행 중 희생한 사람들의 위패를 봉안하고 선양교육 및 안보교육의 장으로 활용하기 위한 추모공원 조성 사업을 계획하고 있다.
특수임무유공자 및 유족들을 위한 사업 외에도 특수임무수행자회의 재원조달을 위해 치안 유지 사업과 지역사회의 복지에 공헌하는 활동도 펼치고 있다.

## 연혁
- 2008년 1월: 대한민국 특수임무수행자회 창립총회
- 2011년 8월: "대한민국 특수임무유공자회"로 명칭변경

## 조직
- 감사
- 이사
- 특별부서
  - 중앙사업단
  - 신규사업단
  - 특수사업단
  - 재난구조봉사단
  - 기획실
  - 수익사업심의위원회
  - 중앙선거관리위원회

### 특수임무수행자회장

#### 사무총장
- 비서실
- 조직국
- 복지국
- 총무국

### 지부
- 서울지부
- 부산지부
- 인천지부
- 대구지부
- 대전지부
- 광주지부
- 울산지부
- 강원지부
- 경기지부
- 충북지부
- 충남지부
- 경북지부
- 경남지부
- 전북지부
- 전남지부
- 제주지부
- 세종지부

## 비판과 논란

### 촛불집회참가자들과의 마찰
2008년 6월 5일 ~ 6월 6일 동안 특수임무유공자회는 서울시청 광장에서 현충일을 기념하여 특수임무전사자 및 호국영령을 위한 위령제를 지냈다. 그러나 미국 쇠고기 수입 반대 시위 참가자들과 극심한 마찰이 있었다. 더욱이 이 단체의 사무총장이 이명박 대통령의 대선 당시 안보특위 공동위원장 직을 역임하였다는 사실이 알려지면서, 청와대와 모종의 커넥션이 있지 않느냐는 의혹을 받기도 했다. 이 가운데 한나라당 손범규 의원 등 제18대 국회의원 11명이 이 단체의 수익사업을 허용하도록 하는 법률안 개정을 추진하였다가 논란에 휩싸이기도 했다.

### 진보신당 난입 및 당원 폭행 논란

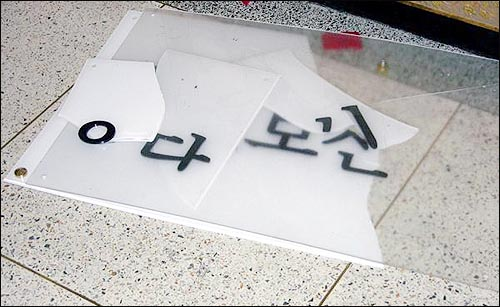
특임자회 기습에 깨진 진보신당 현판

2008년 7월 10일 이 단체의 사무총장과 회원 5명이 진보신당의 당사에 난입해 진중권 교수를 비롯한 8명의 당원 · 당직자를 폭행하는 사건이 있었다. 진보신당은 이 사건을 명백한 백색 정치 테러로 규정하고 특임자회 측에 사과를 요구하는 한편, 관련자들에 대한 사법당국의 강력한 처벌을 요구했다. 이후 특임자회는 진보신당에 사과하였지만, 진중권의 칼럼에 대해서는 명예훼손을 이유로 소송을 제기하였다. 결국 2008년 9월 9일,이 사건으로 특임자회의 사무총장과 회원 한 명은 각각 징역 10월과 벌금 500만원을 선고받았다.
사건직후 진중권의 칼럼에 대해서 명예훼손을 이유로 3억원의 배상청구소송을 제기하였던 수행자회는 2009년 4월 5일 법원으로부터 '특수임무수행자회 비판한 진중권에게 손배책임 없다'며 원고패소 판결을 받았다.